# Salvador Carretero Rebés
Salvador Carretero Rebés (ur. w 1959 w Gijón) – hiszpański historyk sztuki.
Od 1989 roku dyrektor Muzeum Sztuki Nowoczesnej i Współczesnej Santanderu i Kantabrii. Autor licznych artykułów i współautor katalogów sztuki.

## Publikacje
- La pintura de Cantabria en la modernidad (1919-1957), 1998
- Agustín de Riancho (1841–1929), 1997
- Martín Sáez (1923–1989), 1992
- Platería religiosa del barroco en Cantabria, 1986
- Samuel Mañá 1875-1955, 1991